# Clément Le Cossec
Pour les articles homonymes, voir Cossec.
Clément Le Cossec né le 20 février 1921 à Treffiagat et mort le 22 juillet 2001 est un  pasteur pentecôtiste, fondateur de la Mission Évangélique des Tziganes de France - Vie et Lumière. Il est le précurseur d'un grand mouvement de conversion des tsiganes au protestantisme en Europe, en Inde et en Amérique du Nord et du Sud. La mission evangélique rassemblera plus de 600 000 membres.

## Biographie
Clément Le Cossec est originaire d'une famille bretonne catholique. Son père a été entre autres, le gardien du phare de la Jument situé à Ouessant dans le Finistère. Plus tard, son père déménagea en Normandie. Clément le Cossec connaîra alors un certain rejet en tant que breton. Cette situation lui permettra par la suite de mieux comprendre la souffrance d'un peuple mis à l'écart. Il se convertit à l'âge de 14 ans, au Havre, avec toute sa famille. De là naît sa vocation de s'occuper des pauvres et des rejetés en leur annonçant l'évangile. C'est à la suite de ses études d'ingénieur à l'école des Ponts et chaussées et de sa formation commerciale et technique, qu'il suivra une formation biblique,avec l'école Biblique Missonary Association en 1939 britanniques à Londres.Il prendra des cours d‘édition à Paris avec l’école ABC jusqu’en 1951

## Ministère
Avec un diplôme d'ingénieur en poche, il décide à 25 ans, en 1946, de devenir pasteur chrétien dans une église à Lille. Plusieurs évènements l'amèneront à s'occuper de familles tziganes dans le besoin. Arrivé en Bretagne en 1950, il entreprend la fondation de l'Église évangélique de Rennes, avec le concours de l'évangéliste anglais Douglas Scott, promoteur du Mouvement de Pentecôte en France. Mais c'est à Brest en 1952, que commence son ministère en faveur des Gitans, quand des Tziganes convertis viennent lui dire qu'aucun pasteur ne souhaite les baptiser.
En 1954, il fonde la Mission Évangélique des Tziganes de France - Vie et Lumière. Voyant le besoin de ces gens illettrés et sans enseignant, il pratiquera des centaines de baptêmes en mer, puis il décidera de laisser son église de Rennes entre les mains d'un jeune pasteur, en 1958 pour s'occuper des trois mille Tziganes nouvellement convertis[réf. nécessaire].
Il décide de mettre sa revue Lumière du monde crée en 1947 pour la jeunesse, au service des Tsiganes. Elle deviendra Vie et Lumière en 1960.
Il écrira plusieurs[Combien ?] livrets bibliques[réf. nécessaire].
Plus de deux mille Tziganes venus de toute l'Europe se sont rendus au cimetière-sud du Mans, aux obsèques de leur « apôtre » mort d'un cancer à l'âge de 80 ans.

### L'église roulante
Très tôt, dès 1950 comme à Saint-Jacques, près de Rennes, des rassemblements évangéliques, sous forme de conventions sont organisés. Aujourd'hui, ils rassemblent en moyenne pas moins de 7000 caravanes, soit l'équivalent de vingt à trente mille Tsiganes. Leurs réunions ont lieu dans des bâtiments loués ou sous des chapiteaux dressés à l'occasion. Elles sont tout public, au vu des affiches et des nombreux tracts distribués sur leurs lieux de passage. Même les autorités locales (maire, police, préfets) sont invitées[réf. souhaitée].
Elle commença à Rennes en 1958, où il décida de partir à l'aventure avec le peuple tsigane, sur les routes en France d'abord, puis en Belgique, en Hollande en Allemagne, mais aussi en Espagne, au Portugal en Italie. Par la suite il voyagea dans plus de 40 pays au Canada, aux États-Unis, au Mexique, en Argentine ou dans les pays de l'Est[réf. souhaitée].

### Le réveil spirituel
Le réveil spirituel s'est accompagné pour ce peuple de nombreuses guérisons.
Il participa aussi étroitement à l'éducation de Roms convertis, en leur apprenant à lire et à écrire, puis en leur apportant un enseignement biblique, afin d'établir des pasteurs tsiganes dans ces églises naissantes. Car dira-t-il, un « réveil n'est durable que dans la mesure où il y a des cadres spirituels ».
Clément Le Cossec veut prendre modèle sur l'apôtre Paul dans la Bible, qui demande à son compagnon Timothée, de confier ce qu'il a entendu par sa bouche « à des hommes capables de l'enseigner aussi à d'autres ».
C’est dans une caravane, avec une poignée d’élèves que le « pasteur des Gitans » commença les premiers cours bibliques itinérants. Puis, à cause des demandes d’inscriptions toujours plus nombreuses, il sera très vite secondé par un jeune pasteur tsigane : Denis Théom, surnommé Payon. Il s’adjoindra aussi Georges Meyer dit "Jimmy", qui succédera plus tard à Clément Le Cossec à la présidence de La Mission Tzigane Évangélique, en 1972 .
Confronté à des vocations encore plus nombreuses, il achètera en 1967, une première propriété, le château du Moulin aux lièvres, acquise plus tard par le producteur et animateur de télévision Guy Lux,aux Choux dans le Loiret près de Gien pour accueillir les futurs prédicateurs. D'une trentaine d'étudiants, ils passeront à plus de 200 en 1996. D'autres Tsiganes devenus pasteurs viendront grossir l'enseignement de l'École biblique française, parmi les plus connus : Charles Welty (Tarzan) et Wasso Ferret (Balo). D'autres écoles Bibliques naîtront dans plusieurs pays d'Europe et en Inde.

### L'action sociale
Clément le Cossec fit construire, en faveur des pauvres et des déshérités tziganes d'Inde, plusieurs pensionnats afin d'accueillir des centaines d'enfants[réf. souhaitée].
Face à la pauvreté de certains Tziganes, il n'hésitera pas à acheter des costumes à ses élèves prédicateurs, comme ce fut le cas pour les évangélistes Mandz et Pinar au début de leur mission.

### Lutte contre la discrimination et l'isolement
Au début des années 1950, les conventions menées par le prédicateur tzigane Mandz amènent l'intervention des gendarmes, à cause du rassemblement de roulottes. Mandz demandera à Clément le Cossec, d'organiser lui-même les réunions en louant une tente.
En 1968, la Mission Évangélique Tsigane se sépare des Assemblées de Dieu pour que les pasteurs soient formés et puissent prêcher auprès de leurs communautés respectives.
Depuis 1975, la Mission évangélique tzigane est membre de la Fédération protestante de France (FPF). Cette adhésion à la FPF fut en partie motivée chez Clément Le Cossec par la recherche d'un soutien social pour un groupe souvent marginalisé ainsi que par le désir d'éviter aux convertis tsiganes de se trouver isolés et considérés comme une secte.